# Portret debelega moža
Portret debelega moža (ali Portret obilnega moža ali Portret Roberta de Masminsa)  so poimenovanja dveh skoraj enakih oljnih slik na ploščah, pripisanih zgodnje nizozemskemu umetniku Robertu Campinu. Obe različici sta datirani okoli leta 1425 in sta v Gemäldegalerie v Berlinu in Museo Thyssen-Bornemisza v Madridu.
Madridska plošča je bila v belgijski zasebni zbirki in ni bila splošno znana do leta 1957. Plošči sta bili prvič razstavljeni ena ob drugi v Narodni galeriji v Londonu leta 1961. Veljata za enako kakovostni in iste roke, torej ena ni delavniška kopija druge. Obstoj dveh skoraj enakih slik tako zgodnjega in priznanega mojstra pa je umetnostne zgodovinarje navdušil nad njihovo naročilom, datacijo in izvorom.
Portreta slovita po natančnem in realističnem opazovanju značilnosti osebe. Ni nobenega poskusa laskanja ali idealizacije, namesto tega je portretiranec upodobljen tak, kot je verjetno bil; prekomerna telesna teža, z dolgim, ravnim nosom in izrazitimi nosnicami ter »mesnatim, neprijetnim pogledom«. Vendar na portret ni mogoče gledati kot na satiro, posmeh ali obsojanje. Moški ima previden videz in inteligentne, razumne oči, in tesno obrezovanje na svetlo obarvanem ozadju se zdi namerno, verjetno namenjeno izražanju teže njegove osebne prisotnosti in karizme.
Identifikacijo portretiranca kot Roberta de Masminsa (ok. 1387–1430 / 1), burgundskega viteza in guvernerja grofije Hainaut, je Georges Hulin de Loo predlagal na podlagi podobnosti moškega z imenovanim portretom, pripisanim Jacquesu Lebouczu iz rokopisa Recueil d'Arras iz 16. stoletja. Vendar ta teorija ni niti prepričljiva niti splošno sprejeta.